# Hidajet Hankič
Hidajet Hankič (sinh 29 tháng 6 năm 1994) là một cầu thủ bóng đá Áo thi đấu cho FC Blau-Weiß Linz.

## Sự nghiệp câu lạc bộ
Anh ra mắt Giải bóng đá vô địch quốc gia Cộng hòa Séc cho FK Mladá Boleslav ngày 25 tháng 5 năm 2014 trong trận đấu với AC Sparta Praha.